# Pavlîkivka, Kaluș
Pavlîkivka (în ucraineană Павликівка) este un sat în comuna Perevozeț din raionul Kaluș, regiunea Ivano-Frankivsk, Ucraina.

## Demografie
Componența lingvistică a localității Pavlîkivka
     Ucraineană (99,59%)
Conform recensământului din 2001, majoritatea populației localității Pavlîkivka era vorbitoare de ucraineană (99,59%), existând în minoritate și vorbitori de alte limbi.